# Muestreo de suelo agrícola
El muestreo de suelo agrícola es la práctica que permite monitorear la condición química, física, y/o biológica, de acuerdo al objetivo de uso que se plantee en el ámbito de la agricultura. Algunas de las posibilidades son el desarrollo de un cultivo u otros destinos. Es la herramienta básica e indispensable para establecer un programa de fertilización.
El muestreo consiste en la recolección de una determinada cantidad de suelo, en una unidad homogénea, como un lote o sector del lote, con características similares, a una profundidad determinada para monitorear su condición o estatus.
Sirve como herramienta para planificar estrategias de conservación de sus propiedades químicas, físicas y biológicas. Permite:
1. Identificar deficiencias de nutrientes.
2. Caracterizar indicadores de la fertilidad química, física o biológica de la unidad de muestreo.
3. Hacer recomendaciones de fertilización, enmiendas.

El momento del muestreo depende de los objetivos del mismo. Para la recomendación de la fertilización de un cultivo es conveniente realizarlo días antes de la siembra o de la aplicación de los fertilizantes, para evaluar los efectos de un tratamiento específico unos días después de la aplicación de estos tratamientos. En el caso de caracterizar un lote a través de diferentes indicadores edáficos, se recomienda realizar un muestreo en los meses sin cultivo, posteriores a la cosecha, repitiendo siempre en la misma época los muestreos posteriores para poder comparar resultados y minimizar los errores de interpretación que pudieran derivarse de las variaciones climáticas anuales.
El muestreo puede ser realizado por cualquier persona con conocimientos básicos o que haya recibido un capacitación que incluya la identificación de las unidades de muestreo, uso de las herramientas de muestreo (barrenos o caladores, palas) y los cuidados de las muestras. Se recomienda la participación de un técnico y del productor para la diagramación del croquis y extracción de las muestras